# Uramya acuminata
Uramya acuminata là một loài ruồi trong họ Tachinidae.